# Gravenhorst (Meine)
Gravenhorst ist ein Ortsteil der Gemeinde Meine mit rund 300 Einwohnern (Stand: 2003). Gravenhorst befindet sich in der Samtgemeinde Papenteich des Landkreises Gifhorn (Niedersachsen). Häufig wird Gravenhorst zusammen mit Ohnhorst genannt, was an der mit nur etwa 400 m sehr geringen Entfernung liegt.

## Geografie

### Geografische Lage
Gravenhorst liegt etwa 4 km östlich der B 4 (bei Rötgesbüttel) zwischen dem Harz und der Lüneburger Heide, nur etwa 13 km nördlich vom Stadtrand Braunschweigs und dem Autobahnkreuz Braunschweig-Nord (A 2 / A 391). Weitere größere Städte in der Nähe sind Wolfsburg, Salzgitter, Wolfenbüttel, Gifhorn, Peine und Celle. Zwischen Gravenhorst und Ohnhorst fließt der Bach Gravenhorster Riede in Richtung Isenbüttel.

### Nachbargemeinden/-städte
|                              | Stadt Gifhorn (12 km)      |                                |  |                         |
|                              |                            | Samtgemeinde Isenbüttel (6 km) |  |                         |
| Gemeinde Rötgesbüttel (3 km) |                            | Gemeinde Wasbüttel (2 km)      |  | Stadt Wolfsburg (17 km) |
| OT Meine (5 km)              | OT Ohnhorst (400 m)        | OT Wedelheine (4 km)           |  |                         |
|                              |                            |                                |  |                         |
|                              | Stadt Braunschweig (20 km) |                                |  |                         |

### Bevölkerung
| Jahr | Einwohner |  | Jahr | Einwohner |
| ---- | --------- |  | ---- | --------- |
| 1912 | 134       |  | 1961 | 155       |
| 1925 | 145       |  | 1970 | 127       |
| 1933 | 116       |  | 1980 | 122       |
| 1939 | 118       |  | 1990 | 203       |
| 1950 | 213       |  | 2000 | 248       |

Die Bevölkerungsentwicklung in historischer Zeit ist für Gravenhorst unabhängig von der Gemeinde Meine belegt. Seit der Eingemeindung und der Gründung der Samtgemeinde 1974 wurde die Einwohnerentwicklung für den Ort Gravenhorst von der Samtgemeinde Papenteich dokumentiert. Zum 31. Dezember 2006 hatte Gravenhorst 299 Einwohner.

## Geschichte
Gravenhorst wurde erstmals im Jahr 1291 urkundlich erwähnt. Es wird allerdings vermutet, dass die Siedlung schon wesentlich älter ist. Experten schätzen aufgrund der Ortsendung -horst, dass die Gründung bereits in das 10. Jahrhundert einzugliedern sei. Aufgrund der sehr kurzen Entfernung zu Ohnhorst, besteht traditionell eine sehr enge Verbundenheit. So teilten sich beide Orte lange Zeit sowohl eine Kapelle als auch ein Schulhaus (beide bereits abgerissen). Diese Verbundenheit setzt sich heute vor allem im Vereinswesen fort. Beide Orte besitzen eine gemeinsame Freiwillige Feuerwehr, Schützenverein, Sportverein als auch Fördervereine.
Am 1. März 1974 wurde Gravenhorst in die Gemeinde Meine eingegliedert.